# Jacinto Benavente
Jacinto Benavente, född 12 augusti 1866 i Madrid, död 14 juli 1954 i Madrid, var en spansk dramatisk författare som belönades med Nobelpriset i litteratur 1922.
Benavente framträdde som dramatiker i början av 1890-talet. Han vann dock ganska ringa framgång, då den realism han företrädde ännu inte fått något större genombrott i Spanien. Omkring 20 år senare var dock publiken redo för hans verk. Han var tillsammans med bröderna Quintero en förnyare av teatern. Han strävade mot större realism och naturligare språk i pjäserna. Han var ironisk mot aristokratin och borgarna och visade psykologisk träffsäkerhet i sina eleganta dramer.
Han skrev över 100 pjäser, bland annat satiriska samhällsstycken och folklivs- och idédramer. Bland dessa märks:
- Cartas de mujeres – Kvinnobrev, 1893
- Gente conocida – Känt folk, 1896
- La comida de las fieras – Rovdjurens gästabud, 1898
- Lo cursi – Kälkborgaren, 1901
- La gobernadora – Landshövdingskan, 1901
- El dragón de fuego – Elddraken, 1903
- Rosas de otoño – Höstrosor, 1905
- Los intereses creados, 1907
- La Malquerida, 1913

## Verk översatta till svenska
- Los intereses creados (1907)
  - De skapade intressena: marionettskådespel (översättning av Karl August Hagberg, Svenska andelsförlaget, 1922)
  - Skälmarnas triumf (otryckt översättning av Per Sjöstrand för Helsingborgs stadsteater 1967)
- La Malquerida (1913)
  - Mors rival: drama i tre akter (översättning Ernst Lundquist, Bonnier, 1922)